# Senna arnottiana
Senna arnottiana là một loài thực vật có hoa trong họ Đậu. Loài này được (Hook.) H.S.Irwin & Barneby miêu tả khoa học đầu tiên.